# Circuito de Jerez
Het Circuito de Jerez (voluit: Circuito de Jerez - Ángel Nieto) is een nabij Jerez de la Frontera gelegen circuit, gebruikt voor onder andere de Formule 1, MotoGP en World Superbike.
Het circuit van Jerez de la Frontera heeft, door zijn ligging diep in het Sherry-gebied van de zuidelijke Spaanse vlakten en de plaatselijke voorkeur voor wielrennen, nooit erg veel publiek getrokken. Het werd geschrapt voor de Formule 1 na Martin Donnelly's ongeluk tijdens een trainingssessie. De Formule 1 is nog even terug geweest met twee Europese Grands Prix, nadat er voor de bocht van Donnelly's ongeluk een chicane was aangebracht.
In het circuit kwam er tevens een einde aan de carrière van Michael Doohan als motorcoureur toen hij tijdens een trainingssessie een ongeluk kreeg, waarbij zijn benen ernstig beschadigd raakten.
In 2018 werd wat toen nog alleen Circuito de Jerez heette omgedoopt in Circuito de Jerez - Ángel Nieto, ter nagedachtenis aan de Spaanse motorcoureur Ángel Nieto, die het jaar ervoor was overleden.
Het circuit is vandaag de dag (2024) het meest gebruikte testcircuit van veel Formule 1-teams. De teams bezoeken het circuit in de winterperiode vanwege het gunstige klimaat.